# Farkas Dénes (színművész)
Farkas Dénes (Budapest, 1988. január 5. –) magyar színész.

## Élete
A Vörösmarty Mihály Gimnázium drámatagozatán érettségizett. 2010-ben végzett a Színház- és Filmművészeti Egyetemen, Gálffi László és Ács János osztályában. 2010–2024 között a Nemzeti Színház tagja. Jelenleg szabadúszó színész. Rendszeresen forgat filmekben, sorozatokban és szinkronizál is. 2023. májusától, A sztyeppe illata című műsor “Porondmestere” (konferansziéja), a Fővárosi Nagycirkuszban.
Édesapja Osztojkán Béla író, költő és közéleti személyiség, édesanyja dr. Szőke Judit, bátyja Farkas András.

## Szerepei

### Színházi szerepei
- Molnár Ferenc: A Pál utcai fiúk (2002-2004) – CSELE
- Abel Björkson: Rewind (2005) – CSÁCSY ADORJÁN
- Moliére: Mizantróp (2006) – ORONTE
- Vörösmarty Mihály-Farkas Dénes: Szeretsz engem? (2007) – szöveg
- Ilf-Petrov: Érzéki szenvedély (2008) – CSULANOV
- Vinnai András: Azaz (2009) – SZABOLCS, VADÁSZ1
- Vörösmarty Mihály: Tünde@csongor.hu (2009) – rappszöveg
- Brecht: Baal (2009) – BAAL
- Ludwig Holberg: ERASMUS MONTANUS (2009) – JÁNOS
- Kiss Márton: CUCC (2009) – CSABA
- Csehov: A cseresznyéskert (2010) – JEPIHODOV
- Szilágyi Gyula: Tiszántúl Emanuelle (2010) – NŐCSÁBÁSZ
- Gombowicz: Operett (2014) – FIRULET BÁRÓ
- Shakespeare: Ahogy tetszik (2014) – PHOEBE
- Jean Lambert Wild: Az ördög szekrénye (2013) – CIGÁNYFIÚ, FIATAL URASÁG
- Shakespeare: A velencei kalmár (2013) – SALERIO
- Csehov: Sirály (2013) – TREPLJOV
- Vörösmarty Mihály: Csongor és Tünde (2012) – DUZZOG
- Szörényi-Bródy: István a király (2013) – NÉMET LOVAG
- John Osborne: Hazafit nekünk! (2012) – ALBRECHT
- Shakespeare: Hamlet (2012) – BERNARDO
- Sütő András: Egy lócsiszár virágvasárnapja (2011) – HERSE
- Madách Imre: Az ember tragédiája (2011)
- Mohácsi-Mohácsi-Kovács: Egyszer élünk avagy a tenger azontúl tűnik semmiségbe (2011)
- Térey János: Jeremiás avagy Isten hidege (2010) – SZÖRNYŰ OTTÓ
- Martin Speer: Vadászjelenetek Alsó-Bajorországból (2010) – ROVO
- Moricz Zsigmond: Úri muri (2010) – MÉRNÖK
- Katona József: Bánk bán – junior - (2009) – TIBORC
- Lázár Ervin: Berzsián és Dideki (2009) – ALSZAKÁLL
- Molière: Tartuffe (2006) – DAMIS
- Weöres Sándor: Holdbeli csónakos (2003) – PAPRIKA JANCSI
- Koffi Kwahulé: Barbárok melankóliája – II. (2010)
- Shakespeare: Szentivánéji álom – Mendelssohn és Shakespeare együtt (2011)
- Darvasi László: A gyújtogatók (2011) – PETRIK
- Moliére: A fösvény (2011-2013) – FECSKE
- Kodály Zoltán: Háry János (2013) – BURKUS SILBAK
- Branislav Nusic: A miniszter felesége (2016) – CSÉDÓ
- Edmund Rostand: CYRANO DE BERGERAC (2016) – CHRISTIAN
- Csehov: 6 (2016) – JEVGENYIJ FJODOROVICS HOBOTOV
- Osztojkán Béla: Hazát és szerelmet keresek (2015) – A verseket előadja, rendező
- Sarkady-Fábri-Nádasy-Vincze: Körhinta (2015) – FARKAS SÁNDOR
- Bánffy Miklós: Isten ostora (2014) – KURKUT
- Shakespeare: Szentivánéji álom (2014) – PUCK
- Galambos Péter: Boldogságlabirintus (2014) – JÓNÁS IMRE
- Kádár utolsó beszéde (2016) – NAGY IMRE
- Tasnádi István: Majdnem 20 (2016) – SOÓS JÁCINT
- Szőcs Géza műve alapján: Csíksomlyói passió (2017) – ZSIBÁRUS (AZ ÖRDÖG)
- Katona József: Bánk bán (2017) – OTTÓ
- Carlo Goldoni: Házasság Palermóban (2017) – BRIGELLA
- Zsuráfszky-Vincze: Kiegyezés/150 (2017) – FÉRFI
- BRECHT: A gömbfejűek és a csúcsfejűek (2018) – EMANUELLE GUZMAN
- Madách Imre: Az ember tragédiája (2018) – az egyik LUCIFER
- Shakespeare: Othello (2018) – JAGO
- Csehov: Meggyeskert (2019) – JÁSA
- Shakespeare: A vihar (2019) – STEPHANO
- Wass Albert: Tizenhárom almafa (2020) – SZÁZADPARANCSNOK
- Póka Egon – Tátrai Tibor – Földes László Hobo: Vadászat (2021) – SZÍNÉSZ
- Bertold Brecht: A kaukázusi krétakör (2023) – BIZERGAN KAZBEKI, GIGI (ügyvéd), BETEG
- Kirill Fokin: REX (2023) – LAZAR CHOMSKY
- Mihail Bulgakov: A Mester és Margarita (2021) – PILÁTUS
- A sztyeppe illata (2023) – PORONDMESTER – KONFERANSZIÉ                   (A Fővárosi Nagycirkusz előadása )

### Film
- Pokoli rokonok (magyar sorozat, 2025)
- Hősnők (magyar, történelmi játékfilm, 2023)
- A Séf meg a többiek (magyar sorozat, 2022)
- Attila, Isten ostora  (magyar film, 2022)
- Keresztanyu (magyar sorozat, 2021–2022)[3]
- A Rubens lány (magyar kisjátékfilm, 2019)
- Drága örökösök (magyar sorozat, 2019)
- A mi kis falunk (magyar sorozat, 2019)
- A halálügyész (magyar, történelmi játékfilm, 2019)
- Tóth János (magyar sorozat, 2018)
- Anna (magyar rövidfilm, 2015)
- Muszter (magyar rövidfilm, 2014)
- Szimpla történet (magyar kisjátékfilm, 2013)
- aurA (magyar web sorozat, 2011)
- Teher (magyar kisjátékfilm, 2010)
- Sweet Sixteen, a hazudós (magyar tévéfilm, 2010) – Noir
- Foszfor (magyar kisjátékfilm, 2009)
- Töredék (magyar játékfilm, 2007)

### Szinkronszerepei
http://iszdb.hu/?szemely=80479&lap=munkassag

## Díjai, elismerései
- Sinkovits Imre-díj (2017)
- Farkas Ratkó-díj (2018)[4]